# Spastik Children
Spastik Children – amerykański zespół założony przez Freda Cottona, Jamesa McDaniela i Richa Sielerta z "Pillage Sunday" w 1985 roku, w którym występowali członkowie zespołu Metallica.

## Historia
Zespół założyli Fred Cotton, James McDaniel i Rich "Jumbo" Sielert. Z czasem Sielerta na stanowisku perkusisty zastąpił frontman Metalliki – James Hetfield. Później do zespołu dołączyli dwaj inni członkowie Metalliki – gitarzysta Kirk Hammett i basista Cliff Burton. Spastik Children służyło muzykom jako forma odpoczynku od intensywnej kariery Metalliki, co pogłębiało również ich intensywny alkoholizm, który stał się znakiem rozpoznawczym grupy. Po tragicznej śmierci Cliffa 27 września 1986 roku w zespole pojawił się jego następca w Metallice – Jason Newsted. Jason grał na basie, wraz z Kirkiem. Z zespołem grał czasem też "Big" Jim Martin z zespołu Faith No More, przyjaciel Burtona. Kapela grała muzykę punkrockową. Ćwiczyli w "Metallica Mansion" na "Carlson Boulevard" na przedmieściach "El Cerrito". Była to zaniedbana sala na lokalnym podwórku. Kiedy padał deszcz kapela musiała uważać żeby nie poraził ich prąd. Zespół gromadził sporo ludzi na swoich koncertach. Formacja grała tylko w klubach w północnej Kalifornii. Najczęściej grała w "Ruthie’s" i "The Rock". Melomani byli przekonani, ze względu na sławny skład, że usłyszą coś wielkiego. Ich wrażenia były różne, ponieważ kapela nigdy nie grała na poważnie, gdyż muzycy zawsze byli pijani. Wyglądało to tak, jakby zawsze starali się zagrać najgorzej jak to możliwe. Na scenie udawali osoby niepełnosprawne intelektualnie. Hammett często robił sobie warkoczyki i zakładał spódnicę, Hetfield ubierał się jakby szedł właśnie grać w tenisa. Zespół istniał w latach 1985-1990. Pierwszy występ na żywo z członkami Metalliki w składzie odbył się 31 stycznia 1986 roku w klubie "Ruthie’s Inn" w Berkeley. Spastik Children nie wydali żadnego albumu. Nagrali jedno demo w 1986 roku. Było nagrywane w "Studio Rehelsal". Znalazło się na nim 6 utworów.
Spastik Children nigdy nie odniósł wielkiego sukcesu. Zespół stanowił jedynie formę odpoczynku od intensywnej kariery Metalliki, mimowolnie wpływając również na popularność tej drugiej.
Spastik Children naprawdę znaczy "dzieci z porażeniem mózgowym".

## Byli członkowie
- James Hetfield alias "Bobby Brady" – perkusja i wokal (Metallica – wokal prowadzący i gitara rytmiczna)
- Cliff Burton – gitara basowa i wokal (Metallica – gitara basowa)
- Kirk Hammett alias "Goddamn It" – gitara basowa (Metallica – gitara prowadząca)
- Jason Newsted – gitara basowa i wokal (Metallica – gitara basowa i wokal wspomagający)
- James "Flunkey" McDaniel alias " Slucky McDonald" – gitara (Pillage Sunday – gitara)
- Fred "Mad" Cotton alias "Johnny Problem" – wokal prowadzący
- "Big" Jim Martin – gitara, gitara basowa i wokal (Faith no More – gitara)
- Rich "Jumbo" Sielert – perkusja (Pillage Sunday – perkusja)
- Paul Baloff (Exodus – wokal prowadzący)
- Gary Holt (Exodus – gitara)
- Doug Piercy (Heathen)

## Płyty
- W 1986 roku zespół nagrał płytę demo w "Studio Rehelsal"[potrzebny przypis]. Na krążku znalazło się 6 utworów, całość trwa około 15 minut.

Lista utworów:
1. Pus Is Great
2. Dirtbag Baby
3. Cunt
4. I Like Farts
5. Benefit Baby
6. Harold O.

## Piosenki
- "All Soon Baby"
- "Ballad Of Harold O." – jest to ballada o Haroldzie O., czyli Haraldzie Oimoenie, który był dziennikarzem i współpracownikiem Metalliki. Piosenka ma charakter obraźliwy
- "Benefit Baby" – jest to piosenka o facecie, który podrywał dziewczyny dla darmowego jedzenia.
- "Black Sabbath cover" – powolny cover zespołu Black Sabbath.
- "Bra Section" – jest to piosenka o mieszaniu katalogów w sklepie towarowym "Bra".
- "Caveman song"
- "Cunt" – jest to piosenka o byłych dziewczynach.
- "Cut A Fart"
- "Dirtbag Baby"
- "Harold O." – inna wersja piosenki o Haraldzie Oimoenie, również obraźliwa.
- "I Like Farts"
- "Intro"
- "Let Me Flush" – jest to piosenka o pewnym facecie, który upił się tak bardzo, że załatwił się w bieliznę, po czym spłukał ją w toalecie pod barem.
- "Pus Is Great"
- "Spastic Children"
- "Thermos" – cover piosenki, którą Steve Martin śpiewał w filmie "The Jerk".
- "What's That Smell" – jest to piosenka o gazach trawiennych.

## Lista koncertów z członkami Metalliki w składzie
- 31 stycznia 1986 – Berkeley (Ruthie’s Inn) [Hetfield, Burton, Cotton, McDaniel]
- 7 lutego 1986 – Berkeley (Ruthie’s Inn) [Hetfield, Burton, Cotton, McDaniel] (41:10, 16 piosenek)
- 20 lutego 1986 – SF (The Rock) [Hetfield, Burton, Cotton, McDaniel] (23:10, 9 piosenek)
- 8 marca 1986 – SF (The Rock) [Hetfield, Burton, Cotton, McDaniel] (49:50, 18 piosenek) (wraz z "The Mentors")
- 12 czerwca 1986 – Berkeley (Ruthie’s Inn) [Hetfield, Burton, Cotton, McDaniel]
- 21 czerwca 1986 – Berkeley (Ruthie’s Inn) [Hetfield, Burton, Cotton, McDaniel] (10 piosenek)(wraz z "Pillage Sunday")
- 2 lipca 1986 – Berkeley
- 29 sierpnia 1986 – SF (The Rock) [Hetfield, Burton, Cotton, MCDaniel, Sielert]
- 2 stycznia 1987 – SF (The Rock) [Hetfield, Cotton, Newsted, Hammett] (wraz z "Violence" i "Betrayal")
- 31 października 1987 – SF (Secret Studios) [Hetfield, Cotton, Hammett, MdDaniel]
- 3 stycznia 1988 – [Hetfield, Cotton, Newsted, Hammett, Martin, McDaniel]
- 3 stycznia 1989 – Oakland [Hetfield, Cotton, Newsted, Hammett, Martin, McDaniel] (waz z "Piranha" i "Pillage Sunday")
- 8 stycznia 1990 – Oakland (Omni) [Hetfield, Cotton, Newsted, Hammett, Martin, McDaniel]

### Lista utworów z koncertu z 21 czerwca 1986 roku
1. Caveman Song
2. Benefit Baby
3. Cut A Fart
4. Dirtbag Baby
5. Pus Is Great
6. I Like Farts
7. Ballad Of Harold O.
8. Benefit Baby
9. All Soon Baby
10. Powolny cover Black Sabbath

### Lista utworów z koncertu z 2 stycznia 1987 roku
1. Benefit Baby
2. Dirtbag Baby
3. Pus Is Great
4. Cunt
5. I Like Farts

### Lista utworów z koncertu z 3 stycznia 1989 roku
1. Intro
2. Benefit Baby
3. Dirtbag Baby
4. Pus Is Great
5. I Like Farts
6. Spastic Children
7. Ballad Of Harold O.
8. Cunt
9. Seattle
10. 15 minut improwizowania